# Feminismo posmoderno
El feminismo posmoderno constituye un enfoque de la teoría feminista que incorpora las teorías posmodernas y posestructuralistas. Se trata de un movimiento que va más allá las contradicciones modernistas del feminismo liberal y del feminismo radical.
El movimiento feminista se ha visto como una ideología similar a la filosofía posmoderna, cuyo nexo de unión entre ambos es el interés en los actos de habla postulados por Austin.

## Orígenes y teoría

### Butler
El punto de partida clave que diferencia al feminismo posmoderno de las otras ramas del feminismo es quizás el argumento de que el sexo, o al menos el género, se construye a través del lenguaje. En El género en disputa, libro de Judith Butler publicado en 1990, la autora se centra en esta perspectiva en particular. Así pues, analiza y toma como base el trabajo de Simone de Beauvoir, Michel Foucault y Jacques Lacan, así como el argumento de Luce Irigaray, según el cual, lo que consideramos por convención como «femenino» es un mero reflejo de una construcción masculina.
Butler analiza la distinción establecida por las teorías feministas anteriores entre sexo (biológico) y género (construcción social). La autora cuestiona por qué damos por sentado que las cosas materiales, como el cuerpo, no están sujetas a los procesos de construcciones sociales en sí mismas. Butler sostiene que este hecho no permite el análisis apropiado del esencialismo. Aunque las feministas reconocen que el género es una construcción social, asumen que siempre se construye del mismo modo. El argumento butleriano implica que la subordinación femenina no tiene una única causa ni una única solución. Así pues, el feminismo posmoderno se ha criticado por no ofrecer ninguna propuesta de actuación. La propia Butler descarta el término «posmodernismo» por ser demasiado impreciso como para dotar al concepto de pleno significado.
Paula Moya alega que el rechazo que muestra Butler ante el posmodernismo viene dado por una mala lectura del trabajo de Cherríe Moraga: «Lo que ella interpreta del discurso de Moraga sobre que “el peligro radica en la clasificación de las opresiones” es que no tenemos ninguna forma de clasificar los distintos tipos que hay; así como que cualquier intento superficial por relacionar o  jerarquizar los tipos de opresión que se sufren vuelve nulo todo esfuerzo previo por cambiarlo que se haya hecho por medio de un gesto imperialista, colonialista y totalitarista. Por tanto, aunque en un primer momento parece que Butler ha comprendido las críticas de estas mujeres a las que se les ha impedido ocupar una posición de “sujeto” en el feminismo, se puede apreciar fácilmente que en realidad sus voces le han servido como meros instrumentos» (Moya, 790). Moya alega que los tipos de opresión no pueden clasificarse en su totalidad porque Butler así lo afirma; y toma un atajo al descartar la idea no solo del posmodernismo, sino de las mujeres en general.

### Frug
A pesar de que es difícil establecer las características del posmodernismo, sí que pueden identificarse ciertos temas u orientaciones que comparten las feministas posmodernas. Mary Joe Frug sugería que uno de sus «principios» es que la experiencia humana es «inherente al lenguaje». El poder no se ejerce solo a través la coerción directa, sino también por la forma en la que el lenguaje determina nuestra forma de percibir la realidad. Sin embargo, dado que el lenguaje siempre está abierto a la reinterpretación, es un arma de doble filo que puede usarse para polemizar esta configuración y percepción y, por lo tanto, un ámbito recurrente para el enfrentamiento político.
El segundo principio posmoderno al que aludía Frug es que el sexo no es algo natural ni es determinado y definible por completo. El sexo es más bien parte de un sistema de significado producido por el lenguaje. Frug defiende que «los mecanismos culturales … codifican el cuerpo femenino con significados», y que, a partir de ahí, estos mecanismos justifican cada significado «a través de la atracción hacia las diferencias “naturales” entre los sexos, unas diferencias que las mismas normas ayudan a crear». Rechazar la idea de que la diferencia entre sexos tiene un fundamento natural nos permite comprender que la misma siempre está abierta a nuevas interpretaciones. Como ocurre en otros sistemas de significado, es más una herramienta que una jaula: aprieta pero no ahoga, es decir, nunca llega a determinar del todo lo que uno puede hacer con ella.

### El feminismo francés
El feminismo francés de los años 70 en adelante ha forjado corrientes concretas dentro del feminismo posmoderno y del psicoanálisis feminista, gracias a escritoras como Julia Kristeva y Hélène Cixous.
Cixous luchó por una nueva forma de escribir: escribir con el cuerpo. Un tipo de escritura no sujeta a la biología sino al cambio lingüístico.
Luce Irigaray consideraba que «los hombres buscarían en la mujer esa parte suya escondida y reprimida tanto con nostalgia como con aversión», cosa que «prevendría a las mujeres de ser en realidad una más para ellos».
Kristeva sostuvo que las mujeres no existen sino que se encuentran más bien en un proceso de conversión.
Ettinger teorizó las diferencias del femenino presentando una lengua a la que dirigir un rango de experiencias relacionadas con el cuerpo femenino y sus potenciales, incluyendo la gestación y el espacio, el tiempo y la mirada 'matricial'.
Toril Moi recalcó que los problemas tanto de diferencias como de feminidad son el foco de las preocupaciones de todos los escritores anteriores.

### Bornstein
Kate Bornstein, autora y dramaturga transgénero, se autodenomina feminista posmoderna.

## Críticas
Críticos como Meaghan Morris han debatido que el feminismo posmoderno, al ser antiesencialista, corre el riesgo de debilitar la base de la política de acción basada en la diferencia de género.
«Uno de los aspectos más llamativos del posmodernismo para muchas feministas ha sido que la focalización en la diferencia. La idea de que las mujeres hayan sido creadas y definidas como “otras” por hombres, ha sido estudiada y debatida por feministas. La más destacable fue Simone de Beauvoir. Esta retó las definiciones masculinas de “mujer” y pidió a las mujeres que se definieran a ellas mismas como algo más que la pareja de un hombre. Las mujeres, instó, deben ser el sujeto y no el objeto (otro) del análisis».
La feminista Moya Lloyd añade que el feminismo posmoderno «no necesariamente representa el posfeminismo; pero, alternativamente, puede afirmar la política feminista en su tono plural, multivocal, fluido y a menudo cambiante».
El postestructuralismo está definido en el Penguin Reference, Dictionary of Literary Terms & Literary Theory como: una elaboración más rigurosa de las posibilidades, implicaciones y defectos del estructuralismo y de su base en la propia lingüística saussuriana […]. El posestructuralismo pone en duda la adecuación del estructuralismo y, en lo que respecta a la literatura, tiende a revelar que el significado de todo texto es, por naturaleza, inestable.
«El posestructuralismo, además, persigue la percepción saussureana de que en el lenguaje solo hay diferencias sin términos positivos y muestra que el significante y el significado son, por así decirlo, no sólo oposicionales, sino plurales, tirando unos contra otros y, al hacerlo, crea numerosos aplazamientos de significado, que aparentan interminables patrones entrecruzados en secuencias de significado. En resumen, lo que se suele llamar “diseminaciones”». (15)
Gloria Steinem ha tachado a la teoría feminista, especialmente a la teoría feminista posmoderna, de ser demasiado académica. «Siempre he querido poner un cartel en el camino que va hacia Yale que diga: “Cuidado: deconstrucción delante”». Los académicos están obligados a escribir en un lenguaje que nadie entiende a fin de conseguir un puesto fijo. Tienen que decir «disertación», no «discurso». El conocimiento al que no se puede acceder no es útil. Se va disipando».